# Lukas Mathies
Lukas Mathies (ur. 15 marca 1991 w Schruns) – austriacki snowboardzista, specjalizujący się w slalomie równoległym i gigancie równoległym. W 2004 roku wystartował na igrzyskach olimpijskich w Soczi, gdzie był piąty w slalomie. W tej samej konkurencji zajął też między innymi szóste miejsce podczas mistrzostw świata w Kreischbergu w 2015 roku. Najlepsze wyniki w Pucharze Świata osiągnął w sezonie 2013/2014, kiedy to triumfował w klasyfikacji generalnej PAR, w klasyfikacji PGS wywalczył Małą Kryształową Kulę, a w klasyfikacji PSL był trzeci.

## Osiągnięcia

### Igrzyska olimpijskie
| Miejsce | Dzień     | Rok  | Miejscowość | Konkurencja       | Zwycięzca |
| ------- | --------- | ---- | ----------- | ----------------- | --------- |
| DSQ     | 19 lutego | 2014 | Soczi       | Gigant Równoległy | Vic Wild  |
| 5.      | 22 lutego | 2014 | Soczi       | Slalom równoległy | Vic Wild  |

### Mistrzostwa świata
| Miejsce | Dzień       | Rok  | Miejscowość | Konkurencja       | Zwycięzca          |
| ------- | ----------- | ---- | ----------- | ----------------- | ------------------ |
| 16.     | 25 stycznia | 2013 | Stoneham    | Gigant równoległy | Benjamin Karl      |
| 28.     | 27 stycznia | 2013 | Stoneham    | Slalom równoległy | Rok Marguč         |
| 6.      | 22 stycznia | 2015 | Kreischberg | Slalom równoległy | Roland Fischnaller |
| 10.     | 23 stycznia | 2015 | Kreischberg | Gigant równoległy | Andriej Sobolew    |
| 6.      | 4 lutego    | 2019 | Park City   | Gigant równoległy | Dmitrij Łoginow    |
| 16.     | 5 lutego    | 2019 | Park City   | Slalom równoległy | Dmitrij Łoginow    |
| 6.      | 1 marca     | 2021 | Rogla       | Gigant równoległy | Dmitrij Łoginow    |
| 27.     | 2 marca     | 2021 | Rogla       | Slalom równoległy | Benjamin Karl      |

### Puchar Świata

#### Miejsca w klasyfikacji generalnej
- sezon 2008/2009: 263.
- sezon 2009/2010: 303.
- sezon 2010/2011: 69.
- sezon 2011/2012: 13.
- sezon 2012/2013: 7.
- sezon 2013/2014: 1.
- sezon 2014/2015: 20.
- sezon 2015/2016: 20.
- sezon 2016/2017: 34.
- sezon 2017/2018: 28.
- sezon 2018/2019: 5.

#### Miejsca na podium w zawodach
1. Sudelfeld – 28 stycznia 2012 (gigant równoległy) - 2. miejsce
2. Carezza – 21 grudnia 2012 (gigant równoległy) - 2. miejsce
3. Carezza – 13 grudnia 2013 (gigant równoległy) - 3. miejsce
4. Carezza – 14 grudnia 2013 (slalom równoległy) - 3. miejsce
5. Rogla – 18 stycznia 2014 (gigant równoległy) - 1. miejsce
6. Sudelfeld – 1 lutego 2014 (gigant równoległy) - 2. miejsce
7. Pjongczang – 16 lutego 2019 (gigant równoległy) - 2. miejsce
8. Winterberg – 23 marca 2019 (slalom równoległy) - 1. miejsce

- W sumie (2 zwycięstwa, 4 drugie i 2 trzecie miejsca).